# 雷登 (荷蘭)
雷登（荷蘭語：Rheden）是荷蘭的一個市镇，位於荷蘭東部。雷登設立於2013年1月1日，是由七個村鎮合併而成設立的市镇。

## 外部連結
- 维基共享资源上的相關多媒體資源：雷登
- Official website （页面存档备份，存于）